# Agnula
 (janvier 2014).
Si vous disposez d'ouvrages ou d'articles de référence ou si vous connaissez des sites web de qualité traitant du thème abordé ici, merci de compléter l'article en donnant les références utiles à sa vérifiabilité et en les liant à la section « Notes et références ».
AGNULA (acronyme de A GNU Linux Audio) est une ancienne distribution Linux dont le but était de répandre les logiciels libres dans le domaine de l'audio et de la vidéo professionnelles. Cette distribution n'est plus disponible et a été remplacée par Debian Multimedia.
La tâche principale du projet Agnula était de développer une distribution Linux multimédia de référence. Cette distribution était appelée DeMuDi et elle était basée sur Debian.

## Historique
Le projet a débuté le 1er avril 2002. Il bénéficie pendant deux ans d'un financement de la commission européenne et est coordonné par le Centre Tempo Reale à Florence. Il implique aussi d’importants centres de recherche et institutions :
- Institut de recherche et coordination acoustique/musique de Paris
- Music Technology Group à l'université Pompeu Fabra de Barcelone
- Music Acoustics Group à Kungliga tekniska högskolan de Stockholm
- Free software foundation europe
- Red Hat France

Sa tâche initiale est de développer deux distributions Linux dédiées au développement d’applications audio et multimédia professionnelles et grand public. Une des distributions serait basée sur une distribution Debian (DeMuDi) alors que l’autre distribution serait basée sur une distribution RedHat (ReHMuDi). À la suite de l'arrêt du financement du projet par la commission européenne, la communauté des contributeurs d'Agnula décide de se concentrer sur une seule distribution.

## Production

### A/DeMuDi
Cette distribution, AGNULA/DeMuDi (acronyme pour Debian Multimedia Distribution), est basée sur Debian. Elle est très appréciée en MAO ; elle est par exemple utilisée à l'IRCAM, ainsi que d'autres logiciels libres.

### AGNULA Libre Music
Le projet AGNULA propose aussi une base de données de musique sur internet : AGNULA Libre Music. Le but de cette base de données est de permettre à ses utilisateurs d'échanger leurs créations et de se rencontrer. La seule condition posée pour qu'une œuvre musicale puisse être intégrée est qu'elle soit diffusée sous une licence libre.